# Baodi
Baodi, tidigare stavat Paoti, är ett stadsdistrikt i storstadsområdet Tianjin i norra Kina.
Distriktet är indelat i sex stadsdelsdistrikt (jiedao) och 18 köpingar (zhen). Dessutom finns två mindre administrativa enheter för industriell utveckling. 
Stadsdelsdistrikt:
- Baoping (宝平街道)
- Chaoyang (潮阳街道)
- Haibin (海滨街道)
- Yuhua (钰华街道)
- Zhaoxia (朝霞街道)
- Zhouliang (周良街道)

Köpingar:
- Bamencheng (八门城镇)
- Dabaizhuang (大白庄镇)
- Dakoutun (大口屯镇)
- Datangzhuang (大唐庄镇)
- Dazhongzhuang (大钟庄镇)
- Erwangzhuang (尔王庄镇)
- Fangjiazhuang (方家庄镇)
- Haogezhuang (郝各庄镇)
- Huangzhuang (黄庄真)
- Huogezhuang (霍各庄镇)
- Koudong (口东镇)
- Lintingkou (林亭口镇)
- Niudaokou (牛道口镇)
- Niujiapai (牛家牌镇)
- Shigezhuang (史各庄镇)
- Wangbozhuang (王卜庄镇)
- Xin'an (新安镇)
- Xinkaikou (新开口镇)